# 박수경 (고려 무신)
박수경(朴守卿, ? ~ 964년 음력 8월)은 고려 초기의 무신으로 본관은 평주(平州)이다.

## 생애
패서(浿西, 지금의 경기 북부와 황해도 지방) 출신의 호족이다. 대광위(大匡尉) 박지윤(朴遲胤)의 아들이자 박수문(朴守紋)의 동생이다.
박수경은 태조의 휘하에서 원윤(元尹)으로 있을 때, 기묘한 계책으로 견훤의 군대를 격파하였다. 925년(태조 8) 조물군 전투에서는 박수경이 지휘한 하군만이 승리를 거두어 태조가 이를 기뻐하며 그를 원보(元甫)로 삼자 박수경은 자신의 형 수문보다 높은 벼슬에 오를 수 없다고 사양하여 태조가 두 형제를 모두 원보로 삼았다. 927년(태조 10) 대구 공산성 전투에서는 적에게 포위당한 태조를 구출하였으며 936년(태조 19) 마군장군으로서 후백제의 신검을 선산 일리천에서 토벌하였다.이러한 공로로 훗날 역분전을 정할 때 특별히 토지 200결을 하사받고 평산을 식읍으로 받았다. 정종 즉위 초에도 내란을 평정할 때 공을 세워 대광(大匡)이 되었다. 박수경의 딸은 태조에게 시집가 몽량원부인이 되는 등 공신으로서 많은 영화를 누렸다. 그러나 964년(광종 15년) 세 아들 승위(承位)·승경(承景)·승례(承禮)가 참소를 받아 옥에 갇히자 박수경은 근심과 울분으로 세상을 떠났다.

## 가계
- 아버지 : 박지윤 (朴遲胤)
- 어머니 : ?
  - 형 : 박수문 (朴守文)
  - 누이 : 성무부인 박씨(聖茂夫人 朴氏)
    - 아들 : 박승위 (朴承位)
    - 아들 : 박승경 (朴承景)
    - 아들 : 박승례 (朴承禮)
    - 딸 : 몽량원부인 박씨 (夢良院夫人 朴氏)
    - 사위 : 태조(太祖, 877~943 재위: 918~943)

## 박수경이 등장하는 작품
- 《태조 왕건》(KBS, 2000년~2002년, 배우:김관기)
- 《제국의 아침》(KBS, 2002년~2003년, 배우:정상철)
- 《빛나거나 미치거나》(MBC, 2015년~2015년, 배우:김진호)
- 《달의 연인 - 보보경심 려》(SBS, 2016년~2016년, 배우:성동일)

## 참고 문헌
- 《고려사》 권92, 열전5